# بيترو ديكر
بيترو ديكر (بالفرنسية: Simone Decker)‏ هي فنانة لوكسمبورغية، ولدت في 9 أبريل 1968 في إيش سوغ ألزيت في لوكسمبورغ.

## وصلات خارجية
- الموقع الرسمي